# Emerita
Genre
Emerita est un genre de crustacés décapodes de la famille des Hippidae.

## Description et caractéristiques
Les emeritas (Emerita sp.) sont nommés mole crabs (crabe-taupe), sand fleas (puce de sable), sand crabs (crabe de sable), beach hoppers ou lookie cookies aux États-Unis et au Canada. Ils  ne doivent pas être confondus avec le crustacé également nommé puce de mer (ou pou de mer) en Europe qui est beaucoup plus petit.
Ces animaux marins, comme les crabes, appartiennent à l’ordre des Decapodes, mais ils sont classés dans le sous-ordre Anomura alors que les crabes vrais sont classés dans le sous-ordre Brachyura.

## Habitat
Ces animaux apprécient les fonds sableux des eaux peu profondes des littoraux, notamment les marges de plages. Le crabe-taupe nécessite une eau de bonne qualité et ne supporte notamment pas les eaux polluées par le pétrole, ce qui peut en faire un bioindicateur ou une sentinelle de l'environnement.

## Description
Durée de vie : deux à trois ans.
Couleur : mimétique du fond sableux ondulé, qui semble les protéger contre de nombreux prédateurs : poissons  et oiseaux.

## Alimentation
Les crabes-taupes vivent la plupart du temps enterré dans le sable, ne laissant dépasser que leurs antennes qui filtrent l’eau au recul de la vague, leur permettant de collecter le plancton et les débris organiques dont ils se nourrissent. Ils contribuent ainsi  à épurer l’eau.
Les crabes-taupes mangent également les tentacules de certaines  méduses (Physalia physalis) échouées sur le sable.

## Comportement et reproduction
En été les femelles de 3,5 cm, plus grosses que les mâles (2 cm)  pondent et protègent leurs œufs (orange-clair à jaunâtres) jusqu’à l’éclosion, sous leur telson (organe ressemblant à une queue, replié sous leurs corps).

## Menaces
Les principales menaces sont la pollution des eaux et de l'environnement, et localement son utilisation comme appât pour la pêche.

## Liste d'espèces connues dans le genreEmerita
Selon World Register of Marine Species (1 août 2014) :
- Emerita analoga (Stimpson, 1857) -- côte ouest américaine
- Emerita austroafricana Schmitt, 1937 -- Afrique du sud
- Emerita benedicti Schmitt, 1935 -- Caraïbes
- Emerita brasiliensis Schmitt, 1935 -- Brésil
- Emerita emeritus (Linnaeus, 1767) -- de l'Inde occidentale au Vietnam
- Emerita holthuisi Sankolli, 1965 -- de la mer Rouge à l'Inde occidentale
- Emerita karachiensis Niazi & Haque, 1974 -- Pakistan (synonyme possible de E. holthuisi)
- Emerita portoricensis Schmitt, 1935 -- Caraïbes
- Emerita rathbunae Schmitt, 1935 -- Caraïbes
- Emerita talpoida (Say, 1817) -- Taiwan